# 蔚元康
蔚元康（1528年—？），字良甫，河南宣武衛軍籍山西孝義縣人，明朝政治人物。同進士出身。

## 生平
嘉靖二十八年（1549年）己酉科河南鄉試第十七名。嘉靖四十一年（1562年）壬戌科三甲第七十五名進士。授行人，四十四年选授云南道試御史，十月實授，隆慶元年（1567年）巡按广西，曾官巡塩御史。後升任宝庆府知府，万历元年（1573年）七月升陕西行太仆寺少卿，托言母老，十月馀不赴任，二年八月革职閑住。

## 家族
曾祖蔚仲祚；祖父蔚寬；父蔚海。前母郭氏；母張氏。慈侍下。